# Darren Tillis
Darren Wayne Tillis (Dallas, Texas, 23 de febrero de 1960) es un entrenador y exjugador de baloncesto estadounidense que jugó dos temporadas en la NBA, además de hacerlo en la liga italiana, la Liga ACB y la CBA. Con 2,11 metros de altura, lo hacía en la posición de pívot. En la actualidad es entrenador asistente en la Universidad Marshall.

## Trayectoria deportiva

### Universidad
Jugó cuatro temporadas con los Vikings de la Universidad de Cleveland State, en las que promedió 13,4 puntos y 9,4 rebotes por partido. Está considerado uno de los mejores jugadores de la historia de los Vikings, ocupando en la actualidad el primer puesto en tapones (171), el segundo en rebotes (1.045) y el cuarto en anotación (1.423).

### Profesional
Fue elegido en la vigésimo tercera posición del Draft de la NBA de 1982 por Boston Celtics, donde apenas jugó 15 partidos antes de ser traspasado, junto con una futura primera ronda del draft a Cleveland Cavaliers, a cambio de Scott Wedman. En los Cavs contó con algún minuto más de juego, incluso llegó a salir como titular en 4 partidos, acabando la temporada con unos promedios de 4,1 puntos y 3,3 rebotes.
En la temporada 1983-84 fue traspasado a Golden State Warriors a cambio de una segunda rond del draft del 86. Allí fue suplente de Joe Barry Carroll, acabando el año con 3,6 puntos y 2,6 rebotes por partido.
Tras probar con Milwaukee Bucks, se vio sin equipo en la NBA, aceptando ir a jugar al Scavolini Pesaro de la liga italiana. Allí jugó dos temporadas, en las que promedió 13,0 puntos y 9,1 rebotes por partido, consiguiendo ganar la Coppa Italia en 1985, y llegando a la final de la Recopa de Europa al año siguiente, cayendo ante el FC Barcelona. Tras dos años en blanco, en 1988 ficha por el Tenerife N.º 1 de la liga ACB, donde solo juega 9 partidos antes de ser cortado, promediando 5,2 puntos y 7,4 rebotes.
Antes de retirarse, jugó una temporada más en el San José Jammers de la CBA.

### Entrenador
En 1997 regresó a Cleveland State como entrenador asistente, pasando al año siguiente a desempeñar el mismo puesto en la Universidad de Clemson, donde permaneció hasta 2003. En 2007 es contratado también como asistente en la Universidad Marshall, puesto que ocupa en la actualidad.

## Estadísticas de su carrera en la NBA

### Temporada regular
| Temporada | Edad | Equipo                | Liga | P   | TIT | MIN  | TC  | TCA | %TC  | 3P  | 3PA | %3P  | TL  | TLA | %TL  | R.OF. | R.DEF. | REB | ASIS | ROB | TAP | PER | FP  | PTS |
| 1982-83   | 22   | TOTAL                 | NBA  | 52  | 4   | 10.1 | 1.5 | 3.5 | .420 | 0.0 | 0.0 | .000 | 0.3 | 0.5 | .571 | 0.8   | 1.7    | 2.5 | 0.3  | 0.2 | 0.6 | 0.4 | 1.5 | 3.2 |
| 1982-83   | 22   | Boston Celtics        | NBA  | 15  | 0   | 2.9  | 0.5 | 1.5 | .304 | 0.0 | 0.1 | .000 | 0.1 | 0.4 | .333 | 0.3   | 0.3    | 0.6 | 0.1  | 0.0 | 0.1 | 0.3 | 0.5 | 1.1 |
| 1982-83   | 22   | Cleveland Cavaliers   | NBA  | 37  | 4   | 13.0 | 1.9 | 4.3 | .437 | 0.0 | 0.0 |      | 0.4 | 0.6 | .636 | 1.0   | 2.3    | 3.3 | 0.4  | 0.2 | 0.8 | 0.5 | 1.8 | 4.1 |
| 1983-84   | 23   | Golden State Warriors | NBA  | 72  | 1   | 10.1 | 1.5 | 3.5 | .425 | 0.0 | 0.0 | .000 | 0.6 | 0.9 | .651 | 1.0   | 1.5    | 2.6 | 0.3  | 0.2 | 0.8 | 0.7 | 2.4 | 3.6 |
| Total     |      |                       | NBA  | 124 | 5   | 10.1 | 1.5 | 3.5 | .423 | 0.0 | 0.0 | .000 | 0.5 | 0.7 | .626 | 0.9   | 1.6    | 2.5 | 0.3  | 0.2 | 0.7 | 0.6 | 2.0 | 3.4 |